# Saku Laaksonen
Saku Laaksonen (Pori, 8 augustus 1970) is een voormalig voetballer uit Finland, die speelde als aanvaller gedurende zijn carrière. Hij beëindigde zijn actieve loopbaan in 2004 bij de Finse club MuSa Pori in de derde divisie. Laaksonen kwam verder uit voor PPT Pori, FC Jazz Pori, MyPa-47 Anjalankoski en FC Lahti.

## Interlandcarrière
Laaksonen kwam in totaal twee keer (nul doelpunten) uit in de nationale ploeg van Finland. Onder leiding van bondscoach Tommy Lindholm maakte hij zijn debuut op 26 augustus 1992 in de vriendschappelijke thuiswedstrijd tegen Polen (0–0) in Jakobstad. Hij viel in dat duel na 84 minuten in voor Marko Myyry.

## Erelijst
HJK Helsinki
- Veikkausliiga

1996